# Burg Altena
De Burg Altena is een op een bergtop gebouwde burcht bij de stad Altena aan de Lenne in het Märkischer Kreis in de deelstaat Noordrijn-Westfalen in Duitsland.
In 1914 stichtte Richard Schirrmann 's werelds eerste jeugdherberg in de burcht, die nog steeds in gebruik is. De voorloper was door hem in een school in Altena gestart in 1907.
In het kasteel is een museum gevestigd en met de kerst is er op de binnenplaats een kerstmarkt.

## Afbeeldingen van de kerstmarkt op de binnenplaats

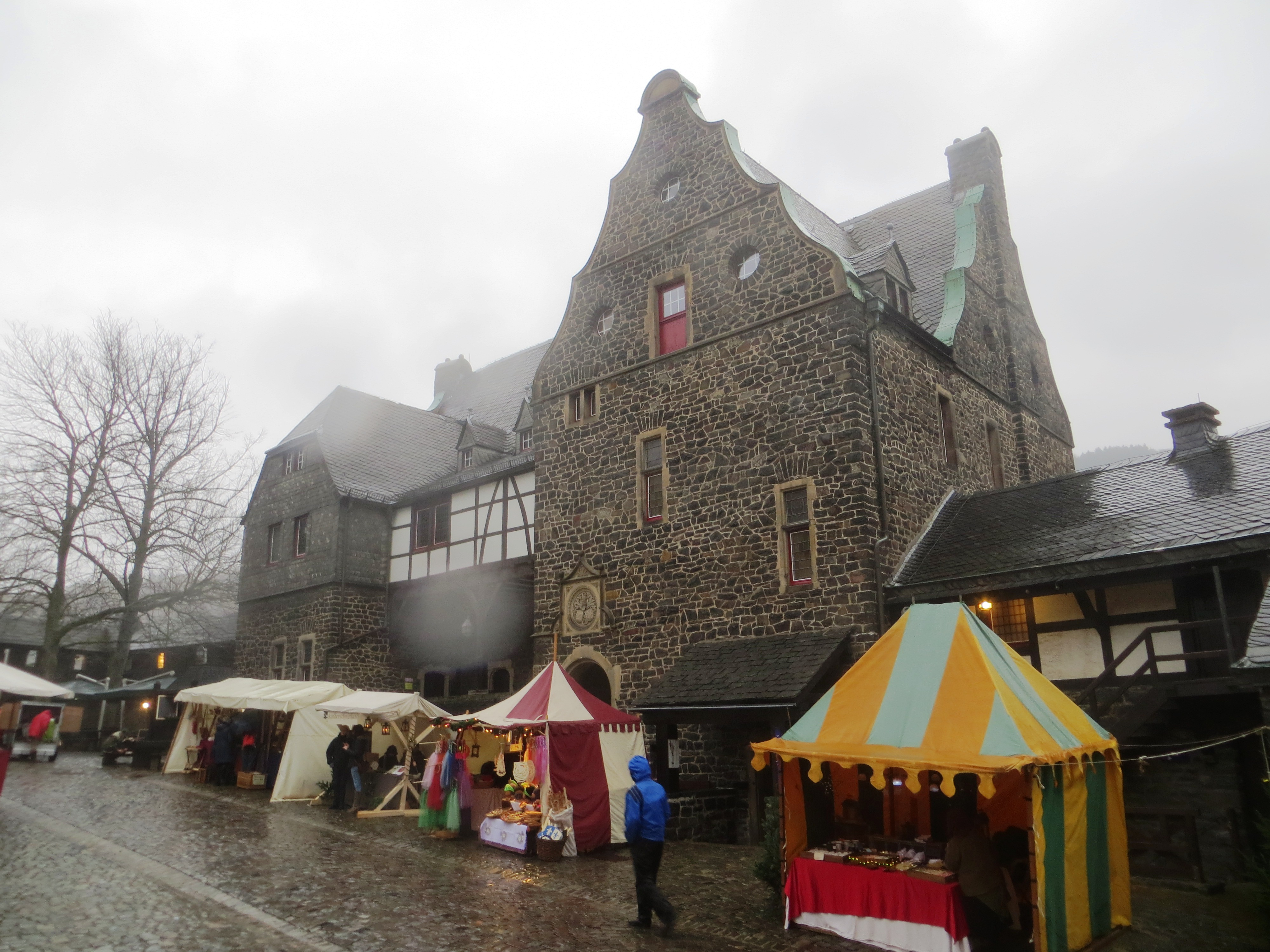
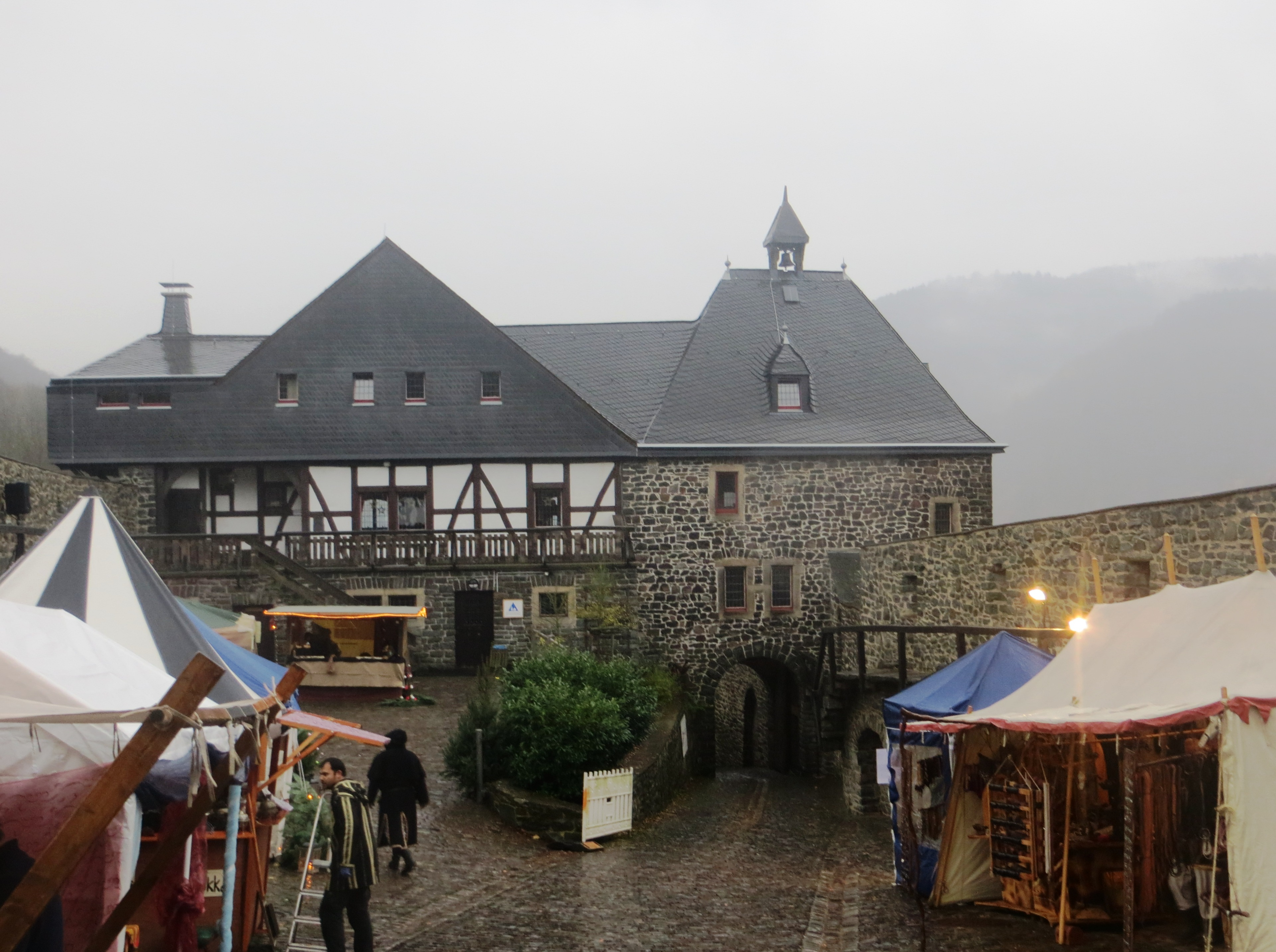
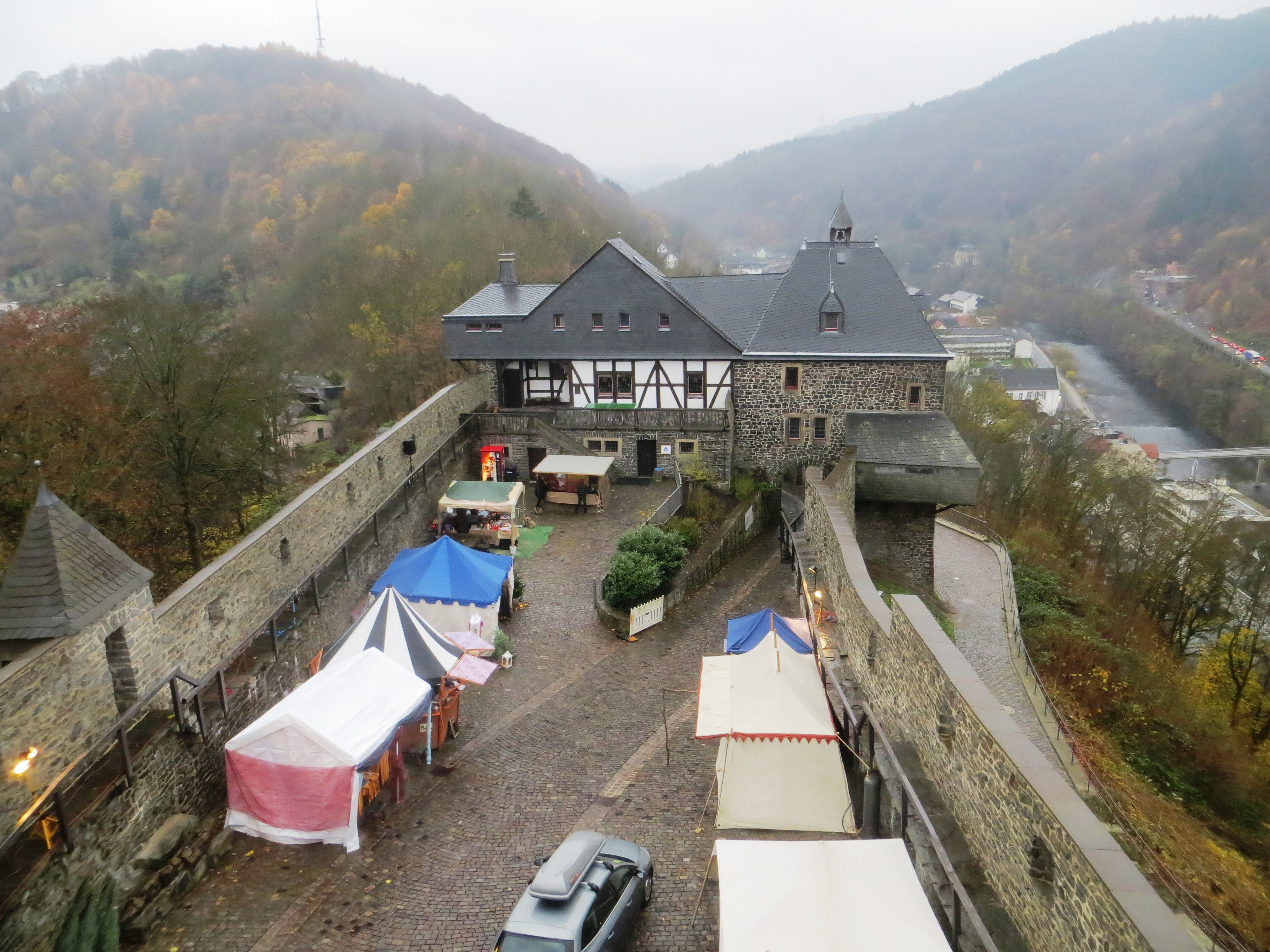